# ولادیمیروفکا (جمهوری آلتای)
ولادیمیروفکا (به لاتین: Vladimirovka) یک منطقهٔ مسکونی در روسیه است که در جمهوری آلتای واقع شده‌است.